# Пегов, Григорий Иванович
Григорий Иванович Пегов (укр. Григорій Іванович Пєгов, 28 марта 1919, Привольное, Херсонская губерния — 7 мая 2003, Одесса) — офицер-танкист, участник Великой Отечественной войны. Герой Советского Союза (1945).

## Биография
Григорий Иванович Пегов родился 28 марта 1919 года в крестьянской семье в селе Привольное Привольнянской волости Херсонского уезда Херсонской губернии Украинской Социалистической Советской Республики, ныне село — административный центр Привольненского сельсовета (укр. Привільненська сільська рада (Баштанський район)) Баштанского района Николаевской области Украины. Украинец.
Окончил 7 классов. После школы работал трактористом.
В Рабоче-крестьянскую Красную Армию был призван Привольнянским РВК Николаевской области в 1939 году. На фронтах Великой Отечественной войны с 1941 года.
В 1943 году окончил Сталинградское военное танковое училище, присвоено звание младший лейтенант. После учёбы — командир танкового взвода Т-34 1-го танкового батальона 31-й танковой бригады (29-й танковый корпус, 5-я гвардейская танковая армия, 1-й Прибалтийский фронт). Легко ранен 1 августа 1944 года
С 1944 года член ВКП(б), в 1952 году партия переименована в КПСС.
Григорий Пегов, являясь командиром взвода разведки 1-го танкового батальона 31-й танковой бригады, с 6 по 10 октября 1944 года одним из первых с боем прорвался к берегу Балтийского моря в районе населённого пункта Каролининкай (Кретингский район Литовской ССР) и обеспечил подход главных сил бригады. В ходе рейда в составе экипажа уничтожил два танка типа «Пантера», 3 артиллерийских орудия, миномётную батарею, 2 бронетранспортёра и 8 пулемётов, захватил в качестве трофеев 25 автомашин и 40 повозок с грузами, истребил до 150 солдат и офицеров противника и ещё 18 взял в плен.
С 1946 года старший лейтенант Пегов — в запасе. В 1948 окончил Одесскую совпартшколу.
Жил и работал в Одессе.
В 1958 году работал начальником отдела кадров Одесского кабельного завода (из воспоминаний бывшего директора Одесского кабельного завода Корнисюка Виктора Сергеевича).
В 1984 году снялся в короткометражном художественном фильме «День рождения» (Укртелефильм).
Григорий Иванович Пегов умер 7 мая 2003 года в городе Одессе Одесской области Украины, похоронен на Северном кладбище.

## Награды
- Герой Советского Союза (24 марта 1945, медаль «Золотая Звезда» № 8587)[2];
- орден Ленина (24 марта 1945, орден № 54332)[2];
- орден Красного Знамени, (31 марта 1945)[3];
- орден Отечественной войны I степени, (4 апреля 1985)[4];
- орден Красной Звезды, (19 июля 1944)[5];
- медали.